# Flostoy
Flostoy (en wallon Flostwè) est une section de la commune belge de Havelange située en Région wallonne dans la province de Namur.
C'était une commune à part entière avant la fusion des communes de 1977.

## Évolution démographique
- Source: DGS, 1831 à 1970=recensements population, 1976= habitants au 31 décembre

## Patrimoine et culture

### Patrimoine architectural

#### Patrimoine classé
- Le manoir de Froidefontaine à Barsy.
- La chapelle Saint-Nicolas de Doyon et le vieux tilleul.

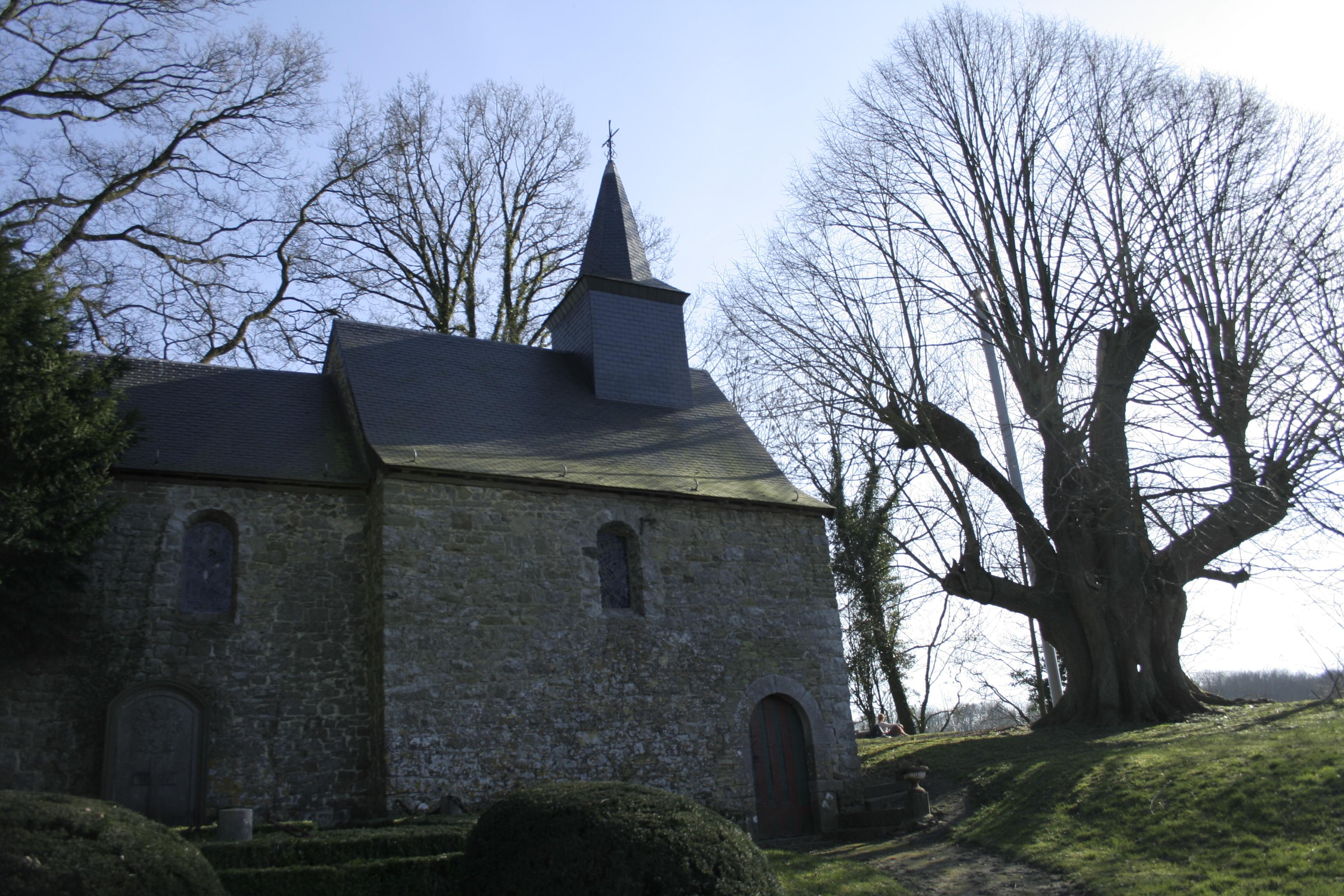
Doyon, la chapelle Saint-Nicolas (XIe siècle) et le plus gros tilleul commun (Tilia x Europea L.) de Belgique.